# Slieve Bloom Mountains SPA
Slieve Bloom Mountains SPA este o arie protejată (arie de protecție specială avifaunistică — SPA) din Irlanda întinsă pe o suprafață de 21.774,46 ha, integral pe uscat.

## Localizare
Centrul sitului Slieve Bloom Mountains SPA este situat la coordonatele 53°04′14″N 7°35′40″W / 53.070602°N 7.594536°V.

## Înființare
Situl Slieve Bloom Mountains SPA a fost declarat arie de protecție specială avifaunistică în martie 2007 pentru a proteja 3 specii de animale.

## Biodiversitate
Situată în ecoregiunea atlantică, aria protejată nu include niciun habitat protejat.
La baza desemnării sitului se află mai multe specii protejate de  păsări (3): erete vânăt (Circus cyaneus), șoim de iarnă (Falco columbarius), șoim călător (Falco peregrinus).
Pe lângă speciile protejate, pe teritoriul sitului au mai fost identificate 1 specie de păsări.